# Косарев, Борис Афанасьевич
Борис Афанасьевич Косарев (28 июля 1951, Челябинск — 28 февраля 2021) — советский хоккеист, советский и белорусский хоккейный тренер.

## Биография
Борис Косарев родился 28 июля 1951 года в Челябинске.

### Игровая карьера
Занимался хоккеем в спортивном клубе Челябинского тракторного завода. В составе «Трактора» в 1968 году завоевал бронзу юношеского чемпионата СССР, в 1969 году — юниорского чемпионата СССР.
Играл на позиции нападающего. В 1968—1972 годах выступал в высшей лиге за челябинский «Трактор», но только в сезоне-1970/71 регулярно выходил на лёд, проведя 36 матчей и забросив 8 шайб. Закрепиться в «Тракторе» помешала травма — двойной перелом челюсти, а также недостаток физических данных, которые мешали в силовых единоборствах. В то же время отличался хорошим катанием. Всего в составе «Трактора» провёл в чемпионатах СССР 40 матчей, набрал 10 (9+1) очков.
Сезон-1972/1973 начал в классе «Б» в составе челябинского «Сельхозвузовца», но по его ходу перебрался в минское «Торпедо», которое в 1973 году поднялось из второй лиги в первую. В 1976 году команда была переименована в «Динамо». Завершил игровую карьеру в 1980 году из-за травмы.
Мастер спорта СССР.

### Тренерская карьера
Окончил Высшую школу тренеров в Москве. В 1982 году был назначен главным тренером минского «Динамо». В сезоне-1982/83 занял с ним 3-е место в первой лиге, в сезоне-1983/84 — 6-е, в сезоне-1984/85 — 8-е. В 1983 году минчане под руководством Косарева играли в переходном турнире за право выступать в высшей лиге.
В 1985—1988 годах работал тренером электростальского «Кристалла», также игравшего в первой лиге.
В 1988—1996 годах был тренером минской ДЮСШ «Юность», с которой в 1992 году завоевал бронзу юношеского чемпионата СССР. Недолго проработав в минской СДЮШОР, в 1996 году стал тренировать в системе новополоцкого «Полимира».
В 1993—1995 годах работал в минской «Юности», которая выступала в чемпионате Белоруссии и российской высшей лиге: в сезоне-1993/94 — тренером, в сезоне-1994/95 — главным тренером.
Тренировал сборную Белоруссии среди юношей до 18 лет (1992—1994, 1998—2000). В 1993 году выиграл с ней дивизион «С» юношеского чемпионата мира, в 1994 году вышел в дивизион «А». В 2000 году после вылета из дивизиона «А» покинул сборную. Также работал помощником главного тренера молодёжной сборной Белоруссии.
В сезоне-2004/05 вернулся к клубной работе, войдя в тренерский штаб новополоцкого «Химика-СКА» (экстралига) и став главным тренером новополоцкого «Химика-СКА» (высшая лига).
Умер 1 марта 2021 года.